# Мунделсхајм
Мунделсхајм (њем. Mundelsheim) општина је у њемачкој савезној држави Баден-Виртемберг. Једно је од 39 општинских средишта округа Лудвигсбург. Према процјени из 2010. у општини је живјело 3.208 становника. Посједује регионалну шифру (AGS) 8118053.

## Географски и демографски подаци
Мунделсхајм се налази у савезној држави Баден-Виртемберг у округу Лудвигсбург. Општина се налази на надморској висини од 195 метара. Површина општине износи 10,2 km². У самом мјесту је, према процјени из 2010. године, живјело 3.208 становника. Просјечна густина становништва износи 315 становника/km².

## Међународна сарадња
| Мјесто | Држава    | Врста сарадње | Од    |
| ------ | --------- | ------------- | ----- |
|        | Француска | партнерство   | 1974. |
| Извор  |           |               |       |